# Tragant
Tragant (traganth, tragakant, adragant, dragant, tragantgummi)
er en gummi, der flyder ud
af tilfældige eller med vilje frembragte sår
hos forskellige arter af Astragel (Astragalus) i Grækenland og den sydvestlige del af Asien, "Forasien".
Den kommer frem som
en slimet masse, der efter et par dages forløb
er stivnet og da indsamles. Tragant antager form
efter såret, og man skelner herefter mellem
Blad-Tragant, der fås af snævre, langstrakte sår,
og som danner flade, halvmåneformede
stykker, Tråd- eller Orme-Tragant, der fås af
punktformede sår og danner tråde, som
oftest er snoede og undertiden rullede sammen
til nøgler (tragantblomster), samt
Korn- eller Knold-Tragant, der fås af store
uregelmæssige sår, og som sædvanlig er
mørkere og mere uren end de andre sorter.
Farven varierer fra hvid til brunsort. De lysere
sorter anses for de bedste, idet dog de helt
hvide oftest i virkeligheden er mørke og kun
skylder en mængde fine luftblærer deres
hvide farve.
Tragant er altid lugtløs, og de bedre
sorter har en flov, slimet smag, medens de
mørkere sorter sædvanlig har en ubehagelig
bitter, undertiden også syrlig smag.
Konsistensen er sej og hornagtig, således at tragant ikke
kan pulveriseres.
Tragant består af vekslende
mængder bassorin og en i vand opløselig
gummi, endvidere af cellulose, stivelse, vand og
mineralstoffer, undertiden findes også sukker
og organiske syrer.
Bassorinet er uopløseligt i
vand, hvorimod det dermed svulmer op og
danner en tyk gelé.
Man skelner efter
produktionsstederne mellem Smyrna-, Syrisk,
Morea- og Kutera-Tragant eller
bassoragummi. De sidste betegnelser dog
sædvanligvis om alle dårligere sorter.
Afrikansk tragant fås af Sterculia tragacantha
og adskiller sig i sammensætning noget fra
egentlig tragant, navnlig ved at indeholde flere
mineralstoffer og mere vand end denne.
Anvendelse
Tragant benyttes i teknikken hovedsagelig som
fortykningsmiddel for farver, til appretur for silkevarer og finere gardiner, til at give glans på
skosåler og til fremstilling af figurer på
konditorvarer.
I medicinen benyttes tragant til
fremstilling af forskellige salver, som
bindemiddel i piller og pastiller og som tilsætning
til miksturer for at holde uopløselige
lægemidler svævende i væsken.
Tragantslim kan indgå i det 'grundvand' der bruges til marmorering af bogsnit og forsatsblade ved bogfremstilling.